# Who Framed Roger Rabbit (videojuego de 1991)
Who Framed Roger Rabbit es un videojuego de aventura en perspectiva cenital para Game Boy publicado por Capcom en 1991 en Norteamérica y Europa. Basado en la película de 1988 del mismo título, fue uno de los primeros juegos diseñados por Shinji Mikami.

## Argumento
Roger recibe una llamada de Marvin Acme en la que le pide que vaya a su despacho. Allí, Marvin le explica que teme ser asesinado por el juez Doom, quien le ha presionado con amenazas para que le vendiera Toontown. Por eso, Marvin decidió escribir una voluntad para salvar Toontown y se la entregó a Jessica, pero olvidó darle la escritura sin la que esa voluntad no se podía hacer efectiva. Así que encomienda a Roger la tarea de llevarle la escritura a Jessica y, en caso de que efectivamente le suceda algo, entregue ambas a su abogado. Justo en ese momento, el cañón de un arma asoma por la ventana del despacho y tirotea a Marvin, matándolo. Cuando Roger encuentra a Jessica, esta es secuestrada por los esbirros comadreja de Doom. Roger obtiene ayuda de Eddie Valiant. A lo largo de su investigación, Roger se enfrenta a las comadrejas Stupid, Greasy, Psycho y Smarty y finalmente va a la mansión de Doom. Logra atravesar el complejo y se enfrenta al juez Doom, derrotándolo.

## Jugabilidad
El jugador controla a Roger Rabbit por Toontown para cumplir los objetivos con el fin de salvar la ciudad y derrotar al juez Doom. Roger simplemente interactúa con los objetos y personajes. Hay ítems que Roger necesita para acceder a ciertos lugares y seguir progresando. En la ciudad hay muchos edificios en los que el jugador puede entrar. Para derrotar a los enemigos, el jugador necesita obtener un arma. Roger tiene tres corazones de vida, que se van reduciendo a medida que recibe daño. El jugador puede recuperar salud recogiendo zanahorias. Hay trampas diseminadas por el juego y comadrejas emboscadas para atacar a Roger. El juego acaba si se pierde toda la salud.